# Детская Новая волна 2008
Де́тская Но́вая Волна́ 2008 (англ. New Wave Junior 2008) — первый ежегодный международный конкурс-фестиваль популярной музыки «Детская Новая волна», который проходил с 28 по 29 ноября 2008 года на сцене концертного зала гостиницы «Космос» в Москве. В первом конкурсе приняли участие 18 участников из 12 стран. Первое место поделили между собой Кристина Светличная и А-Лау, которые представляли Беларусь и Казахстан соответственно. Прямую трансляцию конкурса осуществляли телеканалы «Россия-1» и «Бибигон».

## Место проведения
Изначально было заявлено, что финал конкурса пройдет с 22 по 24 августа 2008 года в курортном городе Сочи в концертном зале «Фестивальный», который имеет 2500 посадочных мест. Но в связи с войной в Грузии и из-за серии терактов в Сочи конкурс был перенесен на осень.
29 августа 2008 года организаторы объявили, что конкурс пройдет с 28 по 29 ноября 2008 года на сцене концертного зала гостиницы «Космос» в Москве.

## Формат

### Участники
В конкурсе принимали участие дети в двух возрастных категориях: от 8 до 12 лет и от 13 лет до 15 лет.

### Ведущие
Ведущими стали две пары — Лера Кудрявцева с Крошем и Тимур Родригез с Лизой Арзамасовой.

### Состав жюри
В состав жюри вошло 10 человек:
- Игорь Крутой (Председатель)
- Сергей Лазарев
- Юлия Волкова
- Елена Катина
- Алсу
- Тимати
- Глюк’oZa
- Ирина Розенфельд
- Алессандро Ристори
- Максим Фадеев

## Участники
В конкурсе участвовали 18 конкурсантов из 12 стран мира — Армении, Белоруссии, Италии, Китая, Латвии, Литвы, России и Украины. Все участники попали на конкурс пройдя полуфиналы европейского и российского отбора.

### Младшая категория
| Страна      | Участник            | 1-й день   | 2-й день   | Итог       | Место |
| ----------- | ------------------- | ---------- | ---------- | ---------- | ----- |
| Беларусь    | DJ Анатоль          | 105 баллов | 103 балла  | 208 баллов | 5     |
| Беларусь    | Кристина Светличная | 109 баллов | 110 баллов | 219 баллов | 1     |
| Германия    | Diana-Maria         | 110 баллов | 104 балла  | 214 баллов | 3     |
| Германия    | Gabriel             | 99 баллов  | 100 баллов | 199 баллов | 7     |
| Грузия      | Кристина            | 100 баллов | 99 баллов  | 199 баллов | 7     |
| Израиль     | Melody              | 107 баллов | 100 баллов | 207 баллов | 6     |
| Канада      | Филипп Карр-Харрис  | 97 баллов  | 96 баллов  | 193 балла  | 8     |
| Россия      | Группа «Барбарики»  | 102 балла  | 108 баллов | 210 баллов | 4     |
| Таджикистан | Дали                | 106 баллов | 110 баллов | 216 баллов | 2     |
| Украина     | Мариетта            | 104 балла  | 104 балла  | 208 баллов | 5     |

### Старшая категория
| Страна             | Участник            | 1-й день   | 2-й день   | Итог       | Место |
| ------------------ | ------------------- | ---------- | ---------- | ---------- | ----- |
| Казахстан          | Дуэт «А-Лау»        | 109 баллов | 110 баллов | 219 баллов | 1     |
| Латвия             | Карина              | 103 балла  | 102 балла  | 205 баллов | 5     |
| Литва              | Лина Джой           | 101 балл   | 103 балла  | 204 баллов | 6     |
| Северная Македония | Денис               | 101 балл   | 107 баллов | 208 баллов | 4     |
| Россия             | Группа «Коломбина»  | 108 баллов | 107 баллов | 215 баллов | 3     |
| Россия             | Олег Сидоров        | 108 баллов | 108 баллов | 216 баллов | 2     |
| Украина            | Дмитрий Левшин      | 99 баллов  | 104 балла  | 203 балла  | 7     |
| Украина            | Ростислав Тодореску | 99 баллов  | 103 балла  | 202 балла  | 8     |

## Результаты
По результатам двух конкурсных дней гран-при конкурса в младшей категории получила Кристина Светличная из Белоруссии, а гран-при в старшей категории получил дуэт «А-Лау» из Казахстана.
Второе место в младшей категории получил Дали из Таджикистана. А второе место в старшей категории получил российский участник — Олег Сидоров.
Третья премия в младшей категории досталась немке Диане-Марии, а в старшей категории российской группе «Коломбина»
DJ Анатоль из Белоруссии завоевал приз зрительских симпатий конкурса.
| I место             | I место           | II место          | II место          | III место         | III место          | Приз зрительских симпатий |
| Младшая категория   | Старшая категория | Младшая категория | Старшая категория | Младшая категория | Старшая категория  | Приз зрительских симпатий |
| ------------------- | ----------------- | ----------------- | ----------------- | ----------------- | ------------------ | ------------------------- |
| Кристина Светличная | Дуэт «А-Лау»      | Дали              | Олег Сидоров      | Диана-Мария       | Группа «Коломбина» | DJ Анатоль                |